# Конькобежный спорт
Конькобежный спорт или скоростной бег на коньках — вид спорта, в котором необходимо как можно быстрее на коньках преодолевать определённую дистанцию на льду по замкнутому кругу.
Подразделяется на классический и шорт-трек. Обычно под термином «конькобежный спорт» подразумеваются классические соревнования на 400-метровом овале.

## История

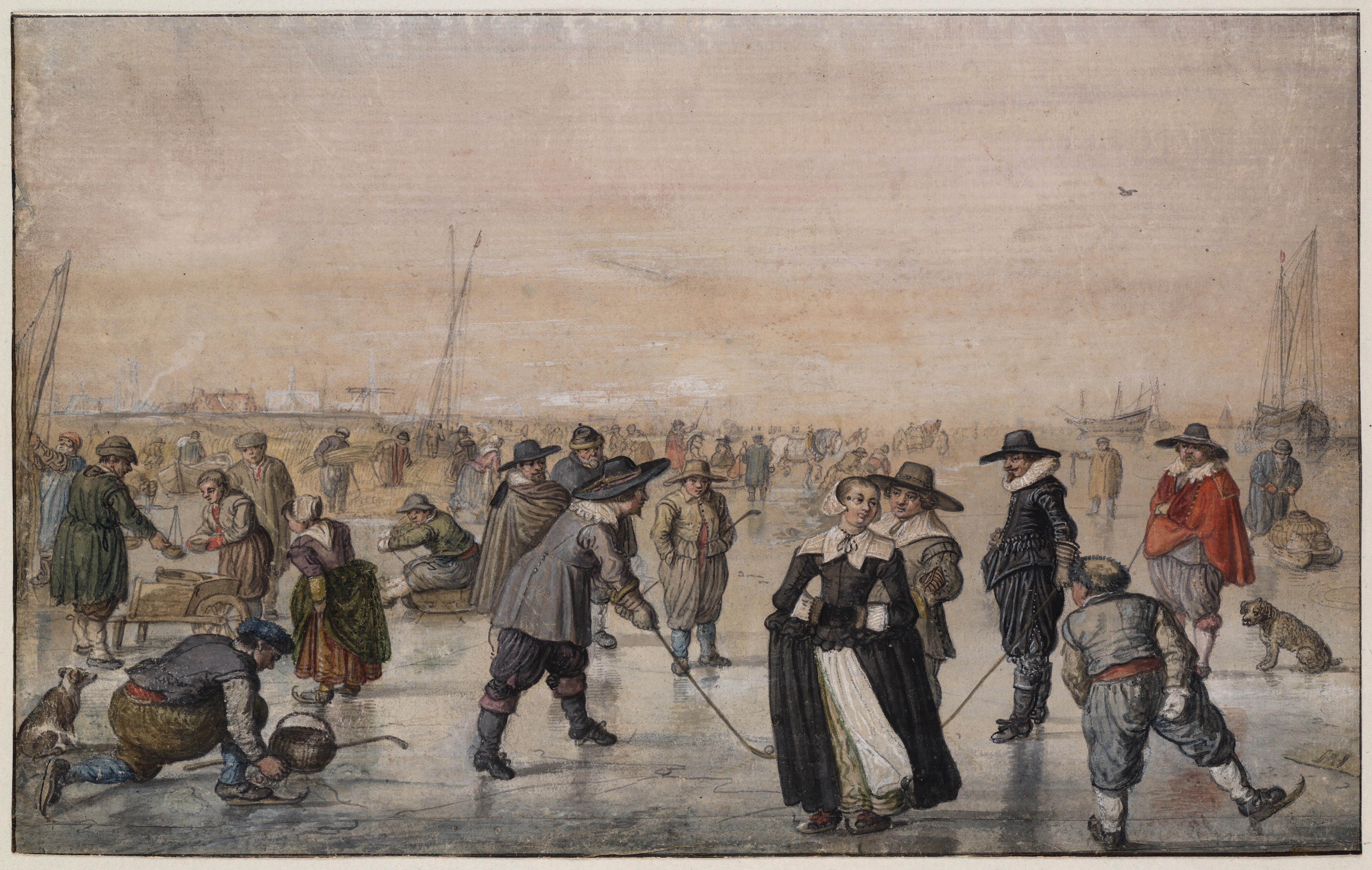
Катание на коньках, голландская картина начала XVII века

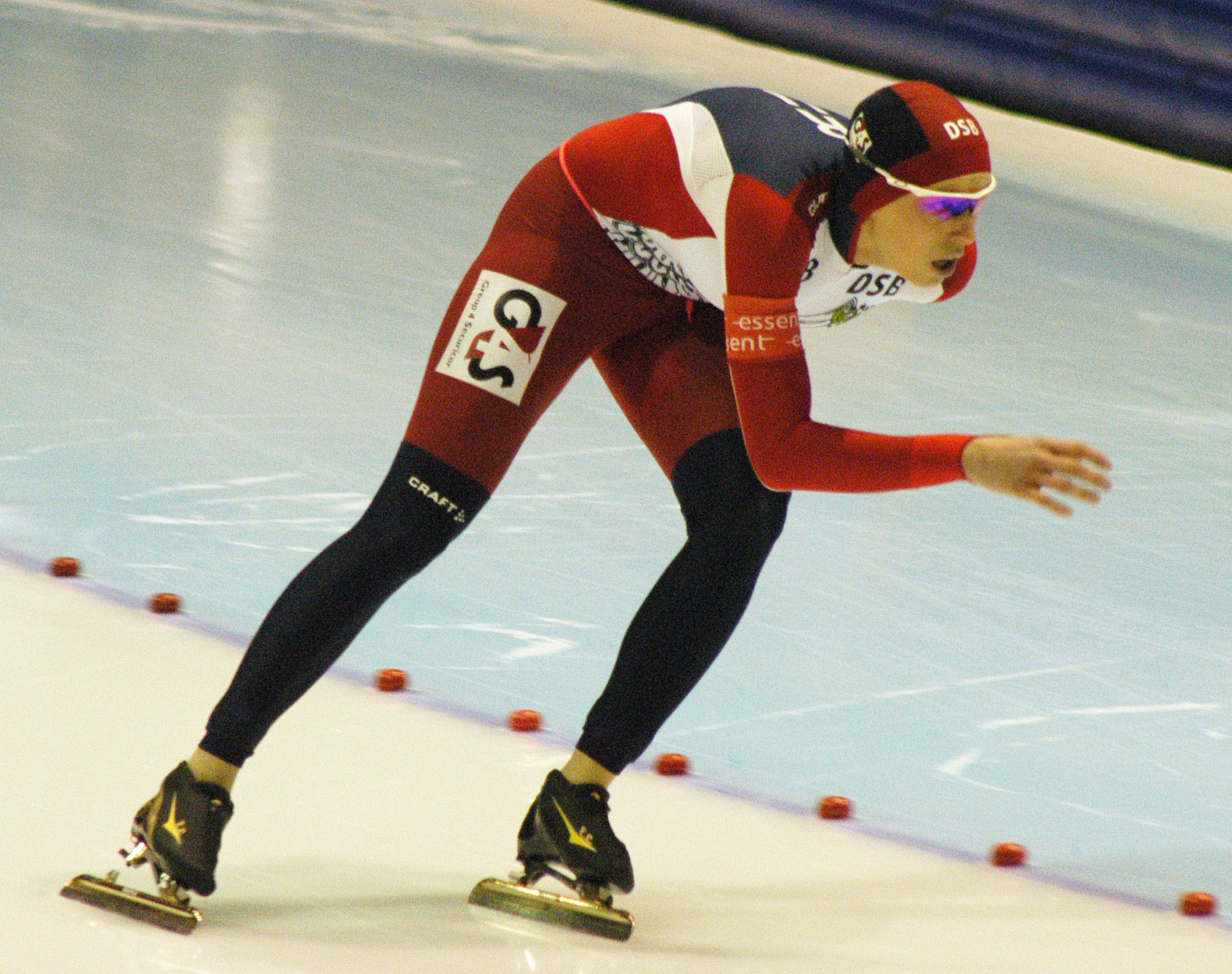
Бронзовый призёр Олимпиады 2006 года Екатерина Лобышева, видна особенность современных коньков для конькобежного спорта («клапов») — свободная задняя часть конька.

Конькобежный спорт — один из старейших видов спорта. Самое раннее упоминание слова «конёк» можно найти в «Англо-Нидерландском словаре» Гемаха (1648). Самые древние коньки, обнаруженные археологами, принадлежали киммерийцам — кочевому племени, жившему 3200 лет назад в Северном Причерноморье.
Первые официально зафиксированные соревнования были проведены в Великобритании в январе 1763 года. Соревнования были выиграны мистером Лэмбом, который пробежал дистанцию 15 миль за 46 минут. Как вид спорта скоростной бег на коньках получил развитие во второй половине XIX века. В 1742 году в Эдинбурге был создан первый в мире конькобежный клуб, а в 1830 такие клубы появились в Лондоне и Глазго, в 1849 году — в Филадельфии, в 1863 г. — в Нью-Йорке, в 1864 г. — Тронхейме и Петербурге. В 1879 году в Англии учреждена национальная федерация конькобежного спорта. Англия первая в мире организовала национальное первенство, состоявшееся 8 декабря 1879.
В 1889 году в Амстердаме, Нидерланды, состоялся первый чемпионат мира среди конькобежцев. Победителем стал россиянин Александр Паншин. Тремя годами позже был основан Международный союз конькобежцев (ИСУ), который в настоящее время объединяет более 60 национальных федераций. ИСУ объявил соревнования 1889 года профессиональными и провёл в 1893 году в Амстердаме первый официальный чемпионат мира среди мужчин. В этом же году состоялся первый официальный Чемпионаты Европы. Первым официальным чемпионом мира является голландец Эден, а чемпионом Европы — швед Эрикссон. В 1901 году в Стокгольме чемпионом мира стал Франц Ватен из Финляндии, которая в то время была частью Российской империи, а на первенствах мира 1910 и 1911 годов и на первенстве Европы 1910 года победил россиянин Николай Струнников.
Рекорды в беге на коньках начали регистрироваться с 1890 года.
Чемпионаты мира у женщин проводятся с 1936 года, а чемпионаты Европы с 1970 года. Также с 1970 года стали проводиться чемпионаты мира по спринтерскому многоборью (по результатам забегов на 500 и 1000 м).
С 1996 года проводятся чемпионаты мира на отдельных дистанциях. Также проходят этапы Кубка мира, который появился впервые в сезоне 1985/1986 годов. На Кубке мира сезона 2005/2006 появилась командная гонка преследования. С сезона с 2011/2012 — в масс-старт, с 2015/2016 — командный спринт.
С 2017 года формат чемпионата Европы изменился: в нечётные годы проводятся соревнования в классическом и спринтерском многоборье, в чётные годы на отдельных дистанциях.
В 2020 году был проведён первый чемпионат четырёх континентов, который задумывался как аналог чемпионата Европы для неевропейских стран. Четыре континента в названии — это Америка, Азия, Африка и Океания.
В программу зимних Олимпийских игр скоростной бег на коньках у мужчин входил с самого начала, с 1924 года, начиная с 1960 года проводятся и соревнования среди женщин. Первенство разыгрывалось на четырёх дистанциях — 500, 1500, 5000, 10000 м и в многоборье. В 1928 году соревнования на дистанции 10 000 м не проводились, зачета в сумме многоборья не было. Современная программа зимних Олимпийских игр включает прохождение коротких — 500, 1000 (у мужчин с 1976 года), и 1500 м, и длинных — 3000, 5000 (у женщин с 1988 года), и 10000 м дистанций. Участники соревнований бегут парами — один по внешней, другой — по внутренней дорожкам. На каждой дистанции от национальной команды могут выступать 3 спортсмена. До 1972 года на дистанциях 500 и 1500 м у мужчин могли выступать 4 спортсмена. Абсолютное первенство в многоборье не разыгрывается. Только в 1924 году олимпийский чемпион определялся по сумме мест, занятых на четырёх дистанциях.
В 1967 году ИСУ принял под свою эгиду шорт-трек, хотя и не организовывал международных соревнований до 1976 года. Чемпионаты мира по шорт-треку проводятся с 1981 года. С 1997 года проводятся чемпионаты Европы. На Олимпийских Играх 1988 года в Калгари шорт-трек был показательным видом спорта. Начиная с Олимпиады 1992 года шорт-трек вошёл в программу олимпийских игр. На Олимпиаде 2014 года в Сочи в шорт-треке было разыграно 8 комплектов наград (в конькобежном спорте — 12).
Большое развитие конькобежного спорта произошло с введением в строй катков с искусственной дорожкой. Первым чемпионатом на льду искусственной заморозки стал чемпионат Европы 1959 года в Гётеборге. А в 1960 году в Скво-Велли прошли первые Олимпийские игры на искусственном льду.
В 1985—86 появились первые полностью крытые конькобежные катки — один в Берлине, второй в Херенвене. Чемпионат мира в классическом многоборье 1987 года стал первым, который прошёл под крышей. А в 1988 году соревнования на Олимпийских играх в Калгари также прошли на крытом катке.
Изменилась и экипировка спортсменов — стали применяться новые костюмы, в 1997 году появился новый тип коньков — клап-скейты. Это позволило увеличить скорости бега.

## Соревнования

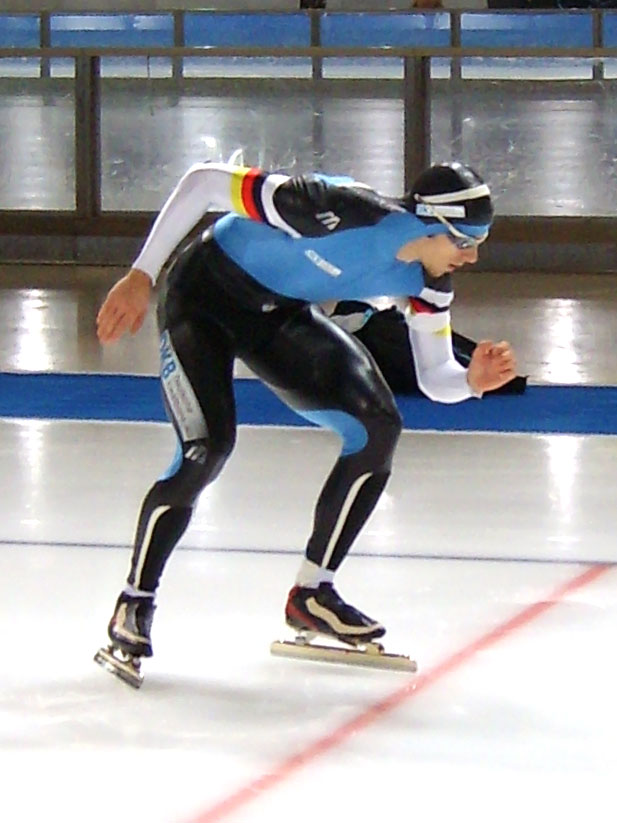
Конькобежец на старте

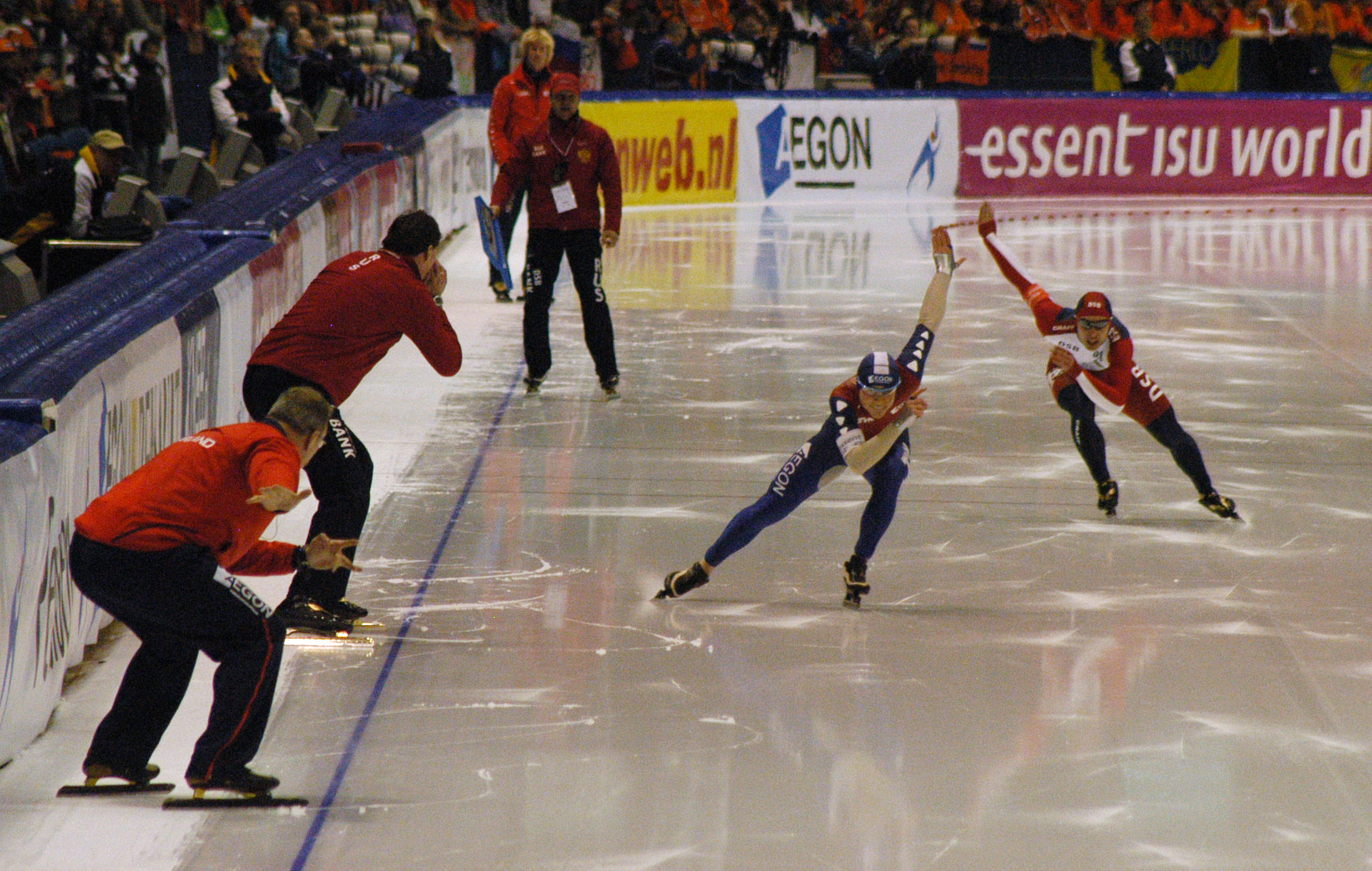
Бег на прямой. Около бортика тренеры

Соревнования по классическому бегу на коньках проводятся в следующих форматах:
— многоборье (англ. allround);
— на отдельных дистанциях, включая командную гонку преследования, масс-старт и командный спринт.
Многоборье старейший из форматов. Спортсмены соревнуются на четырёх дистанциях, по сумме которых определяется победитель. Существует три вида многоборья: спринтерское — 500 м +1000 м + 500 м +1000 м; малое — 500 м + 1500 м + 1000 м + 3000 м и классическое — 500 м + 5000 м + 1500 м + 10000 м (у женщин дистанция 10000 метров заменяется на 3000 метров). За каждый забег начисляются очки — за каждую секунду времени прохождения 500 м даётся 1,000 очко. Время на других дистанциях делится на число, на которое данная дистанция длиннее 500 м, и полученное число добавляется к сумме очков, полученных за предыдущие дистанции. Победителем становится конькобежец набравший наименьшую сумму.
Проводятся чемпионаты мира в классическом и спринтерском многоборье, чемпионаты Европы и отдельных государств по спринтерскому и классическому многоборью.

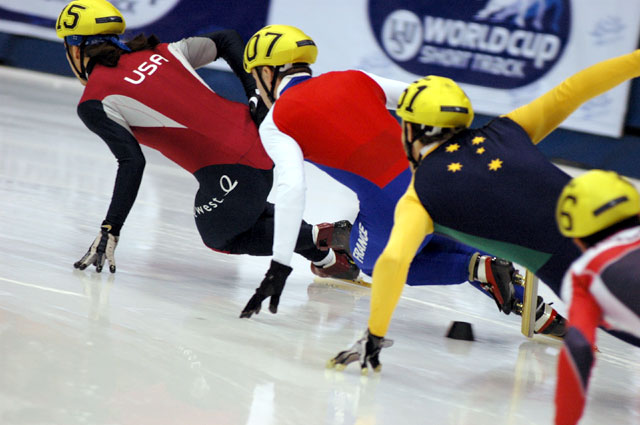
Шорт-трекисты на повороте

Соревнования на отдельных дистанциях проводятся на чемпионате мира на отдельных дистанциях и этапах Кубка мира. Забеги проходят на дистанциях 500 м, 1000 м, 1500 м, 3000 м (только у женщин), 5000 м и 10000 м (только у мужчин), также проводятся командная гонка преследования, масс-старт и командный спринт. Начиная с 1996 года, чтобы уравнять шансы спортсменов, на 500 м проводятся два забега. Каждый конькобежец в одном стартует по внутренней дорожке, во втором — по внешней дорожке.
В командной гонке преследования от страны можно выставить одну женскую и одну мужскую команду. В забеге участвуют две команды по три конькобежца. Они стартуют одновременно на противоположных сторонах катка с середины внутренней прямой. Женщины бегут шесть кругов, мужчины восемь.
В командном спринте в забеге участвуют две команды по три конькобежца. Они стартуют одновременно на противоположных сторонах катка с середины внутренней прямой и бегут три круга. После первого круга бегут два конькобежца, последний круг заканчивает один.
В масс-старте стартуют одновременно несколько конькобежцев. По ходу дистанции делается несколько промежуточных финишей за победу на которых первые трое получают очки (до 5 очков). Очки, завоёванные на промежуточных финишах, суммируются. На главном финише первые трое получают дополнительно 60, 40 и 20 очков. Спортсмены занимают итоговое место в соответствии с набранным количеством очков, спортсмены не набравшие очков занимают следующие места по времени.
Также проводятся соревнования на дистанциях 100 и 300 м (преимущественно среди детей), милю, в конькобежном марафоне.
Соревнования по шорт-треку: Спортсмены соревнуются на дистанциях 500 м, 1000 м, 1500 м, 3000 м и в эстафетах: у женщин — 3000 м, у мужчин — 5000 м.
Проводятся чемпионаты мира, чемпионаты Европы, Кубок мира, национальные чемпионаты, также входит в программу Олимпийских игр.

## Беговая дорожка

Схема 400 метровой дорожки

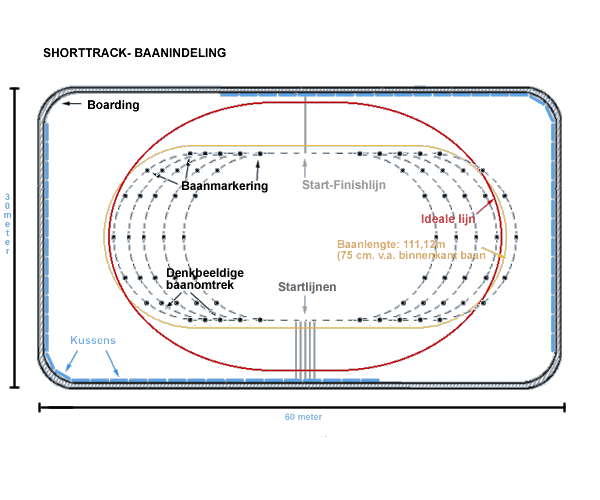
Разметка для забегов в шорт-треке

Беговая дорожка для конькобежного спорта в классическом варианте представляет собой овал длиной либо 400, либо 333.3 метра. Все крупные соревнования проходят исключительно на дорожках длиной 400 метров. Радиус внутреннего поворота составляет от 25 до 26 метров. Длина каждой прямой и длина каждого поворота около 100 метров.
Конькобежный каток делится на две дорожки — внутреннюю и внешнюю. Одна из прямых является переходной. Каждый спортсмен на каждом круге дистанции обязан поменять дорожку на переходной прямой. Исключение составляют командные забеги и масс-старт, где все спортсмены бегут по внутренней дорожке.
Беговая дорожка для шорт-трека, как правило, размечается на обычном хоккейном стадионе. Повороты делают внутренним радиусом 8 м, расстояние между закруглениями — 28,85 м. Расстояние — 111,12 м — получается при измерении дистанции в 0,5 м от бровки. Ездят против часовой стрелки. В соревнованиях на короткие дистанции, чтобы конькобежцы поворачивали на «чистом» льду, трассу вместе со стартовой чертой от забега к забегу немного смещают (финишная черта с аппаратурой фотофиниша неподвижна).

## Правила
В классических коньках бегут парами — один спортсмен находится на внешней дорожке, другой на внутренней, смена дорожек происходит каждый круг. Забеги проводятся против часовой стрелки. При смене дорожки случаются ситуации, когда спортсмены оказываются на переходной прямой рядом. В этом случае, бегущий по внутренней дорожке должен пропустить бегущего по внешней; в противном случае, спортсмен дисквалифицируется. В командной гонке преследования две команды из трёх конькобежцев стартуют на противоположных прямых и бегут всю дистанцию по внутренней дорожке. После фальстарта старт проводится повторно, в случае второго фальстарта спортсмен совершивший его дисквалифицируется. Спортсменам запрещается пересекать коньками линии внутренней бровки поворота и линию, разделяющую дорожки на финишной прямой; спортсмен, нарушивший правила, дисквалифицируется.
В шорт-треке забеги также проводятся против часовой стрелки, в забеге принимают участие до шести спортсменов. Запрещено мешать или физически помогать другим участникам, сбивать фишки, ограничивающие трек и выносить вперед ногу на финише, оторвав конек ото льда.

## Экипировка

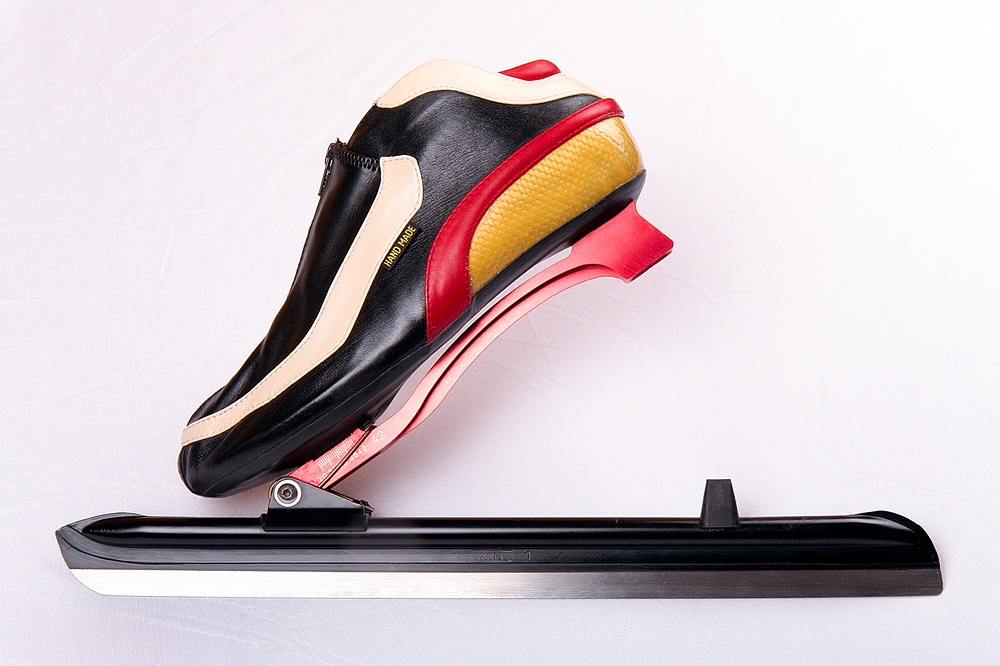
Конькобежные коньки—клапы системы Viking

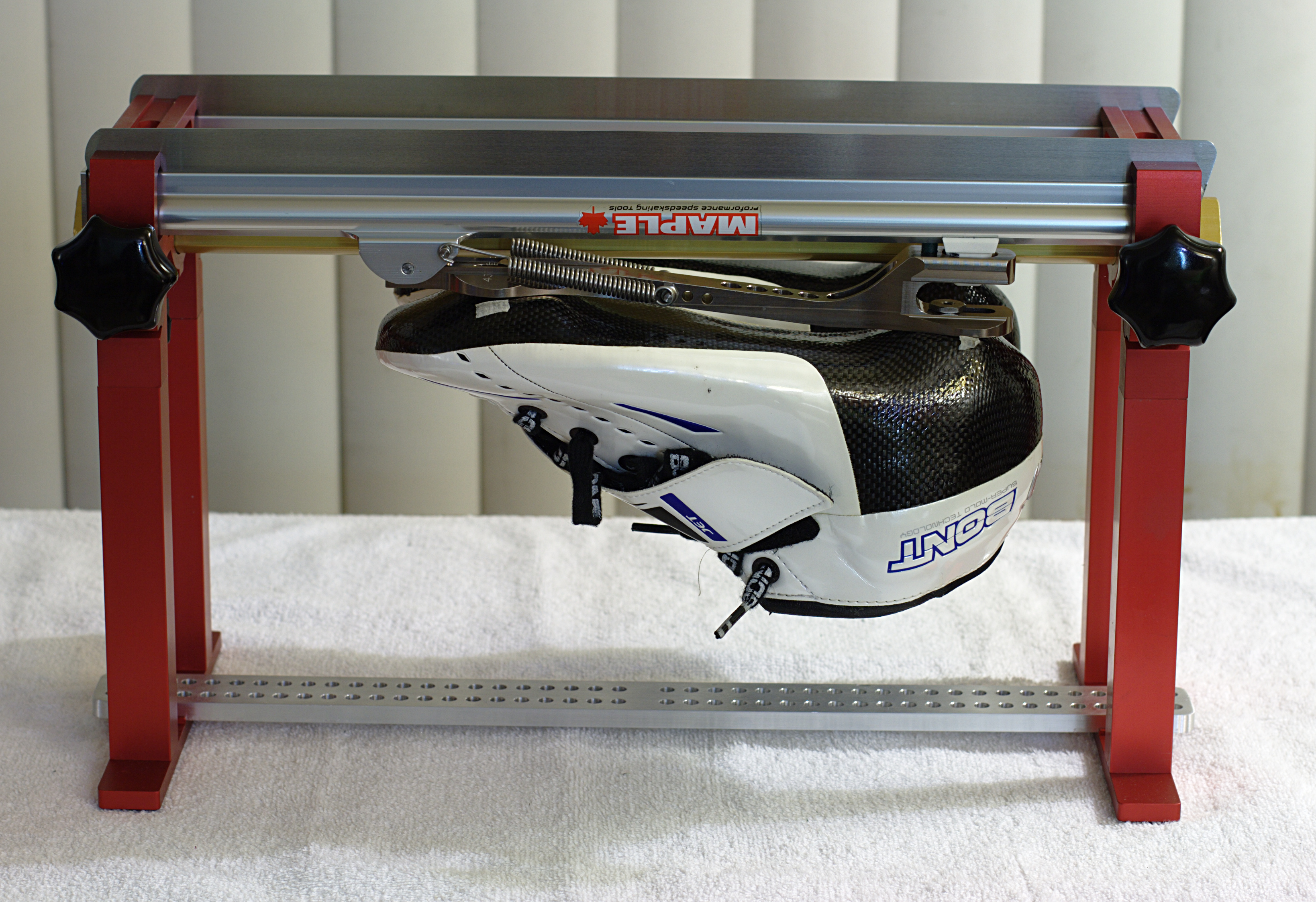
Станок для заточки беговых коньков

Конькобежцы в классическом беге соревнуются в специальных комбинезонах и бегут на коньках—клапах. Разрешено использовать шлем, повторяющий форму головы. Аэродинамические шлемы и радиоаппаратура запрещены. У коньков—клапов (англ. — clapskate), появившихся в 90-х годах XX века, имеется лезвие с шарниром в передней части и подпружиненной задней частью. Это позволяет лезвию двигаться относительно ботинка, создавая дополнительную длину отталкивания и увеличивая тем самым скорость. Своё название «клап» коньки получили за характерный звук (англ. clap — хлопок), который издаёт лезвие, когда после толчка спортсмена пружина возвращает его обратно к ботинку.
В шорт-треке спортсмены дополнительно надевают защитный шлем, защитные очки, перчатки, наколенники, защиту шеи. Коньки-клапы запрещены.
Величина овала лезвия конька (радиус кривизны) составляет от 21 до 28 метров, в шорт-треке около 11 метров, помимо этого у коньков для шорт-трека есть боковая кривизна. Лезвия изготавливаются из высококачественной углеродистой стали. Оно тоньше, чем у фигурных и хоккейных коньков — 1,0-1,2 мм. Для заточки коньков используется станок, в котором оба конька закрепляются на одном уровне лезвиями вверх параллельно друг другу. Поверхность лезвия шлифуется вначале одним жестким бруском, для того чтобы сформировать ровную кромку с углом 90°, после чего шлифуется более тонким бруском до зеркального состояния. Не допускается никаких заусенец, неровных краёв, а также канавки в лезвии, так как это приводит к увеличению сопротивления при движении лезвия конька по льду.

## История конькобежного спорта в России
Первые чемпионаты России в 1889 — 1893 годах разыгрывались на дистанции 3 версты (3180 метров). Проводились забеги и финалы по 3 участка. На российское первенство приглашались иностранные спортсмены. В 1894 году разыгрывалась дистанция 3000 метров. Финал с раздельным стартом с интервалом 20 сек. В 1895 — 1907 годах чемпионат разыгрывался на двух дистанциях — 1500 и 5000 метров. Забеги осуществлялись парами. Для завоевания звания чемпиона России необходимо было победить на обеих дистанциях. В 1907 году впервые на чемпионате были разыграны награды среди юниоров на дистанции 1500 метров. С 1908 по 1914 годы чемпионат проводился на трёх дистанциях — 500, 1500 и 5000 метров. Для получения звания чемпиона России необходимо было победить на двух дистанциях. Последующие места распределялись по сумме очков на дистанциях. Все забеги проводились в один день.
В 1913 году чемпионатом России по конькобежному спорту среди женщин были названы соревнования, организованные Московской лигой. Женщины соревновались на дистанции 500 метров. Победу одержала москвичка Елена Кремнечевская. Она пробежала спринтерскую дистанцию за 1.05,0, установив рекорд мира.
В 1915 — 1917 года. Чемпионат разыгрывался на четырёх дистанциях — 500, 1500, 5000 и 10000 метров. Для победы надо выиграть три дистанции или набрать наименьшую сумму очков-мест, при условии победы на одной дистанции.
С 1918 по 1922 проводились чемпионаты РСФСР, с 1923 по 1991 — чемпионаты СССР в классическом многоборье. В 1971 году был проведён первый чемпионат СССР в спринтерском многоборье.
Советские конькобежцы впервые вышли на старт VII зимней Олимпиады в 1956 году и выиграли 7 призовых медалей. Первой советской чемпионкой мира стала Мария Исакова, она три раза подряд выигрывала первенство мира, завоевала три олимпийских награды. В 1957 году на XV первенстве мира среди женщин, проходившем в Иматре (Финляндия) советские спортсменки завоевали 13 призовых мест из 15 возможных. В столице Олимпиады-1964 Инсбруке Лидия Скобликова победила на всех четырёх дистанциях, и на 2010 год является единственной 6-кратной олимпийской чемпионкой в истории конькобежного спорта. Первым советским олимпийским чемпионом на самой длинной из олимпийских конькобежных дистанций — 10.000 метров стал Игорь Малков в Сараево (1984). В 1983 году спринтер Павел Пегов открыл новую эру конькобежных скоростей, установив мировые рекорды на дистанции 500 метров — 36,57 сек. и на 1000 м — 1.12,58 сек. на знаменитом катке Медео. В 1987 году популярный скороход Николай Гуляев выиграл все высшие конькобежные награды — стал чемпионом Европы и мира. Чемпионами мира и Олимпийских игр стали спортсмены В. Муратов, С. Марчук, Б. Стенин, Е. Куликов, И. Железовский, Т. Аверина, Н. Петрусева.
Первый чемпионат России в классическом многоборье после распада Советского Союза состоялся в феврале 1992 года в Иркутске. В этом же году был проведён чемпионат в спринтерском многоборье. С 2003 года проводится чемпионат России по конькобежному спорту на отдельных дистанциях.
С 2004 года чемпионаты России по конькобежному спорту стали проводиться на крытых катках в Москве, Челябинске и Коломне.

## Конькобежцы в филателии и нумизматике

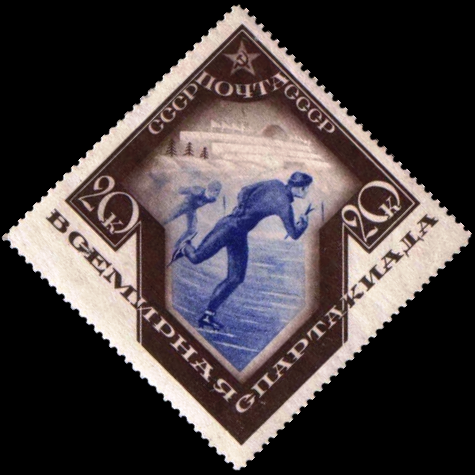
Почтовая марка СССР. Серия «Спорт в СССР. Спартакиада»: Конькобежный спорт.
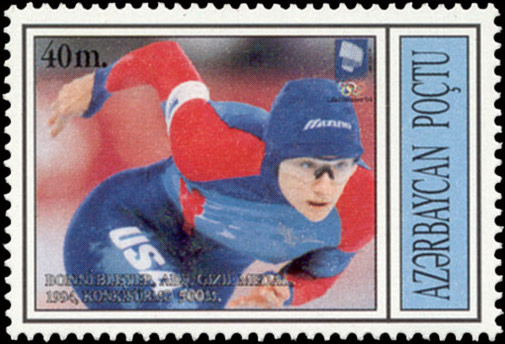
На марке Азербайджана — олимпийская чемпионка Калгари и Альбервилля американка Бонни Блэр
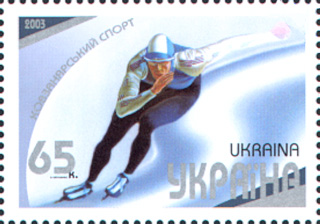
Конькобежка на марке Украины
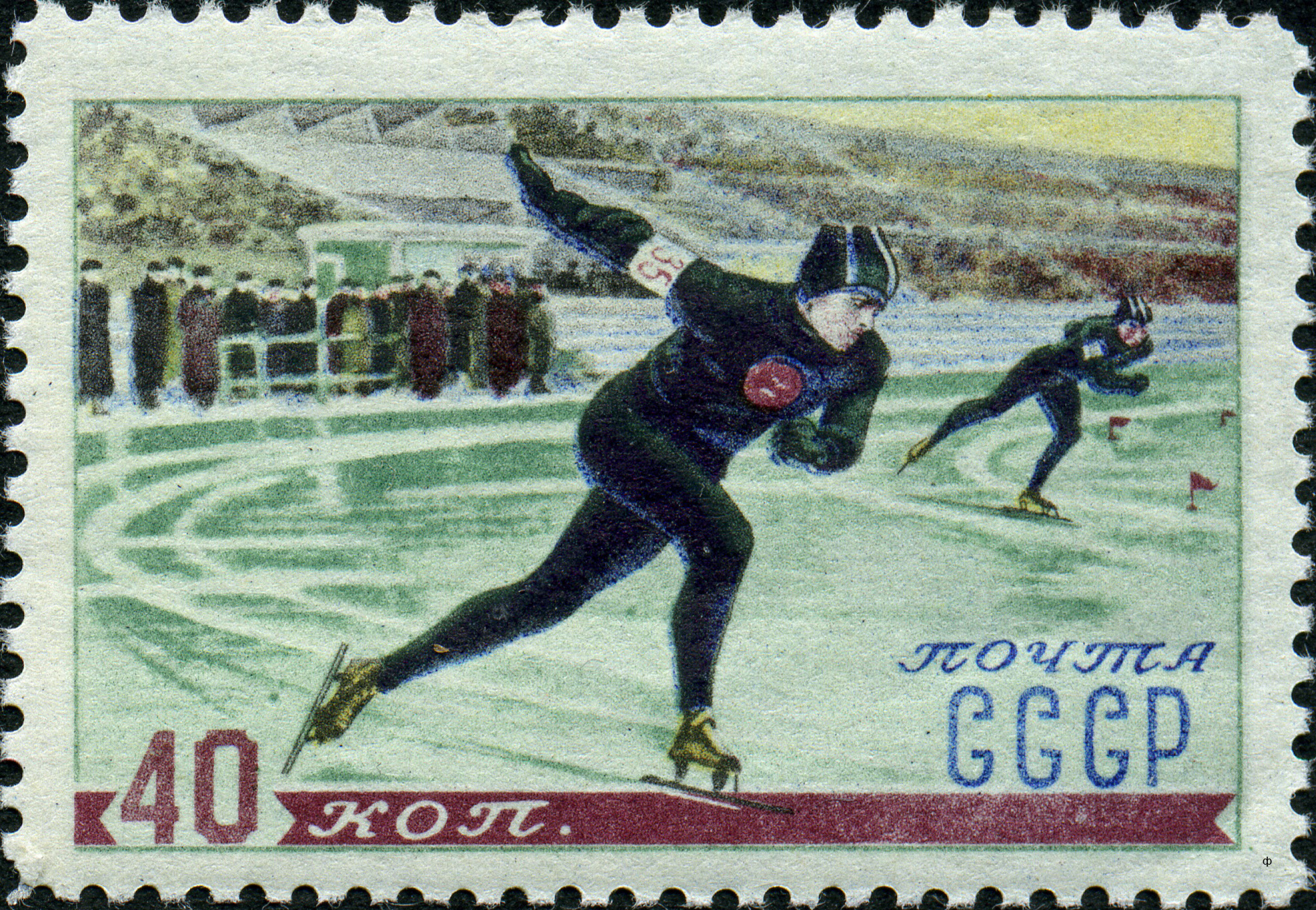
Почтовая марка СССР, 1952 год
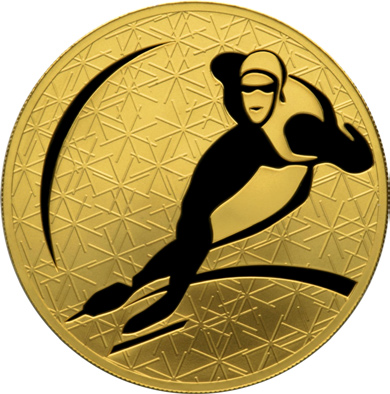
Конькобежец на памятной монете Банка России
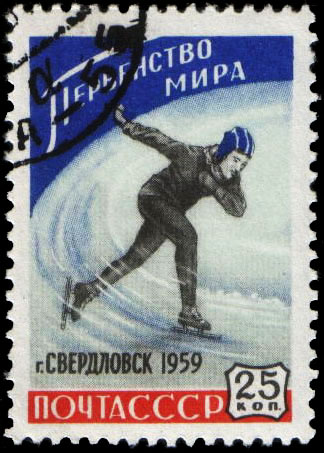
Марка СССР, посвященная чемпионату мира в Свердловске 1959
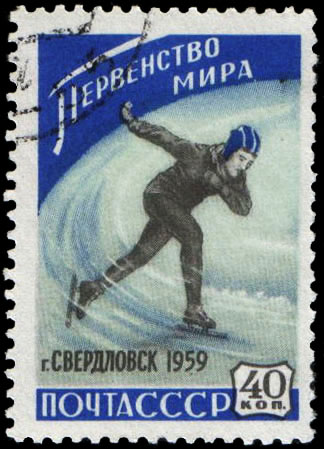
Марка СССР, посвященная чемпионату мира в Свердловске 1959
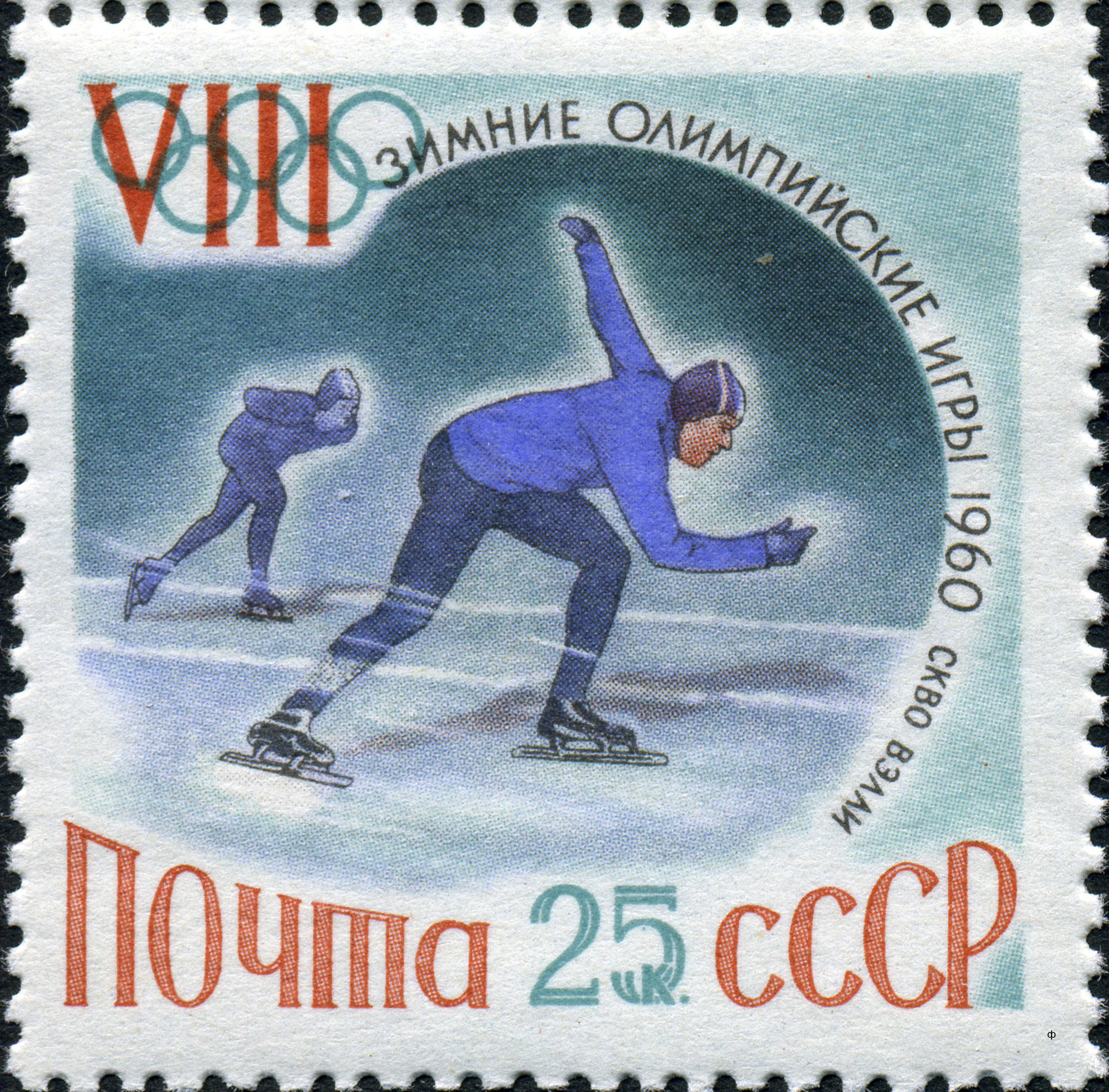
Зимние Олимпийские игры 1960
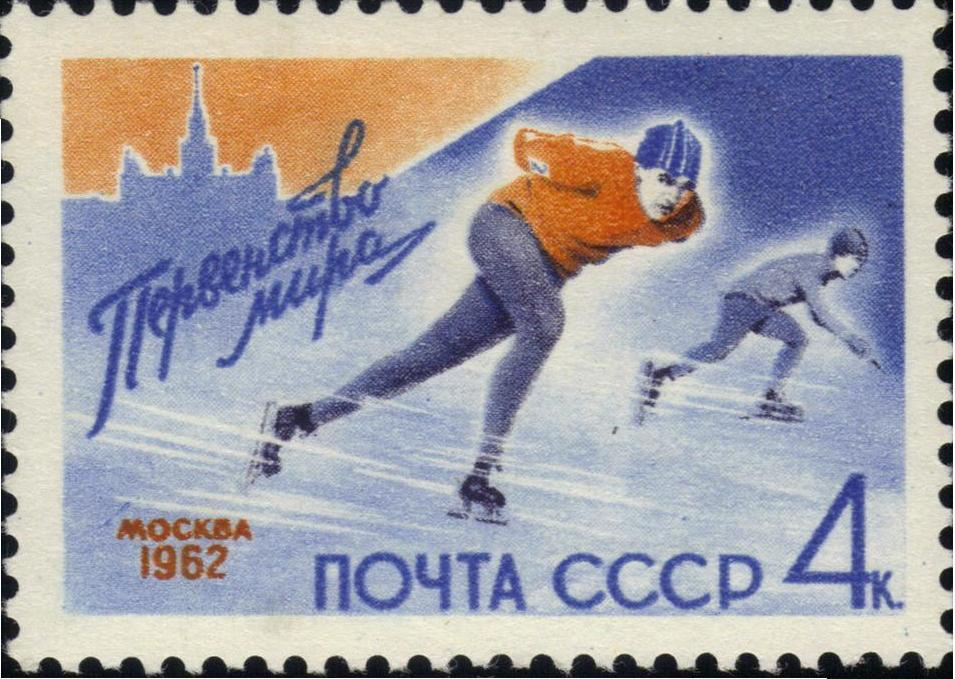
Марка СССР, посвященная чемпионату мира в Москве 1962
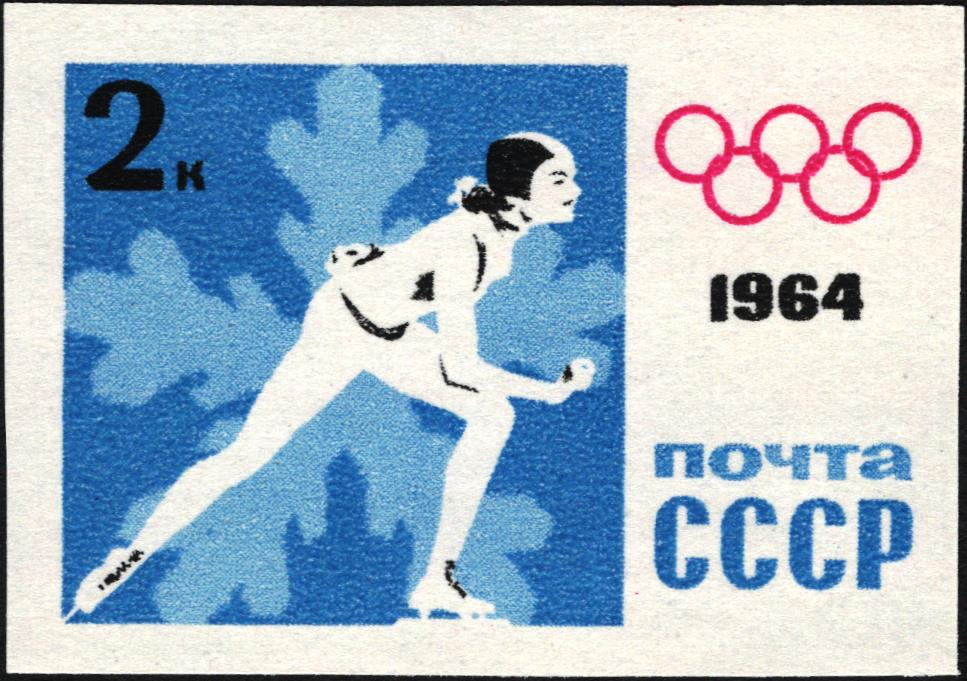
Зимние Олимпийские игры 1964
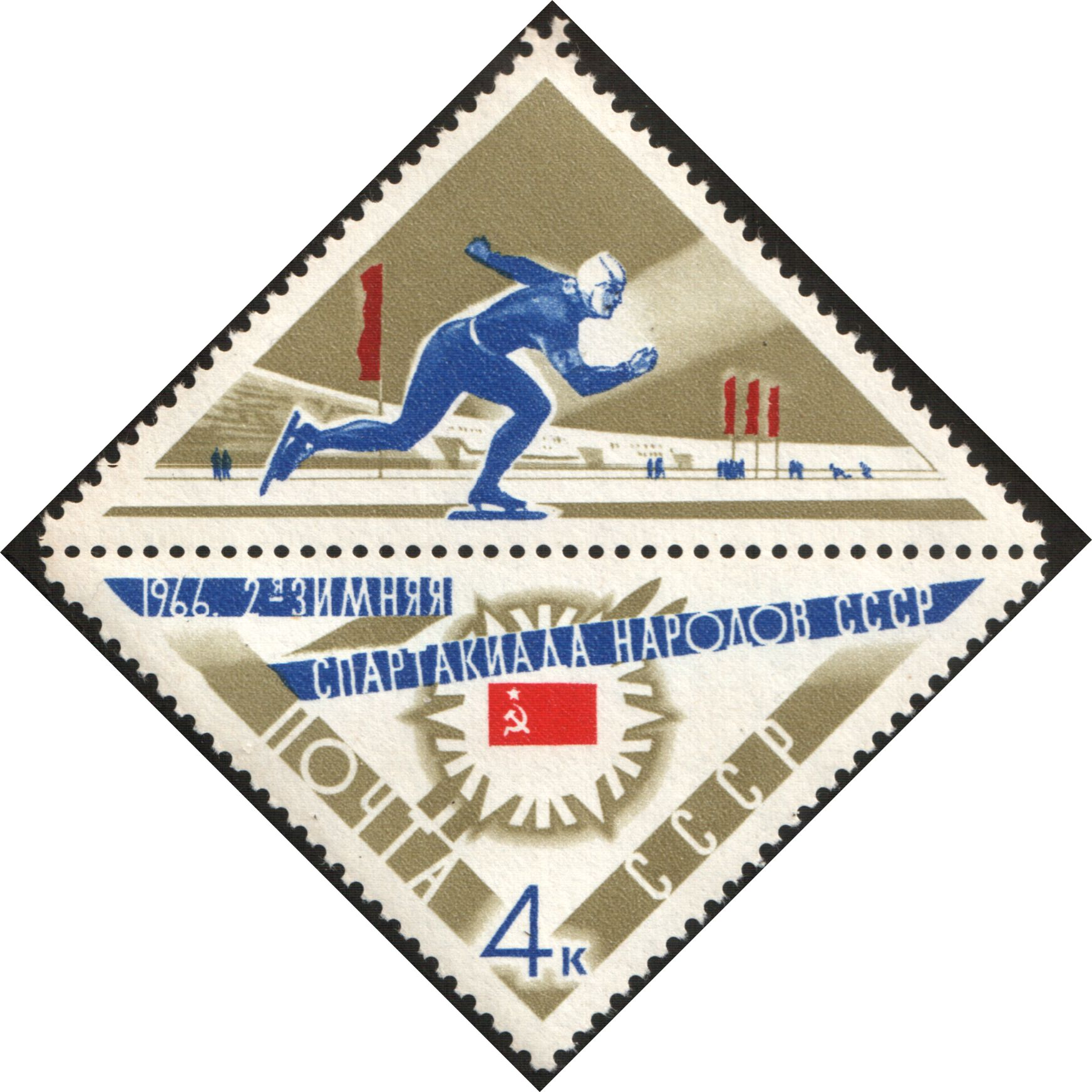
Почтовая марка СССР, посвящённая спартакиаде. Конькобежец. 1966 год
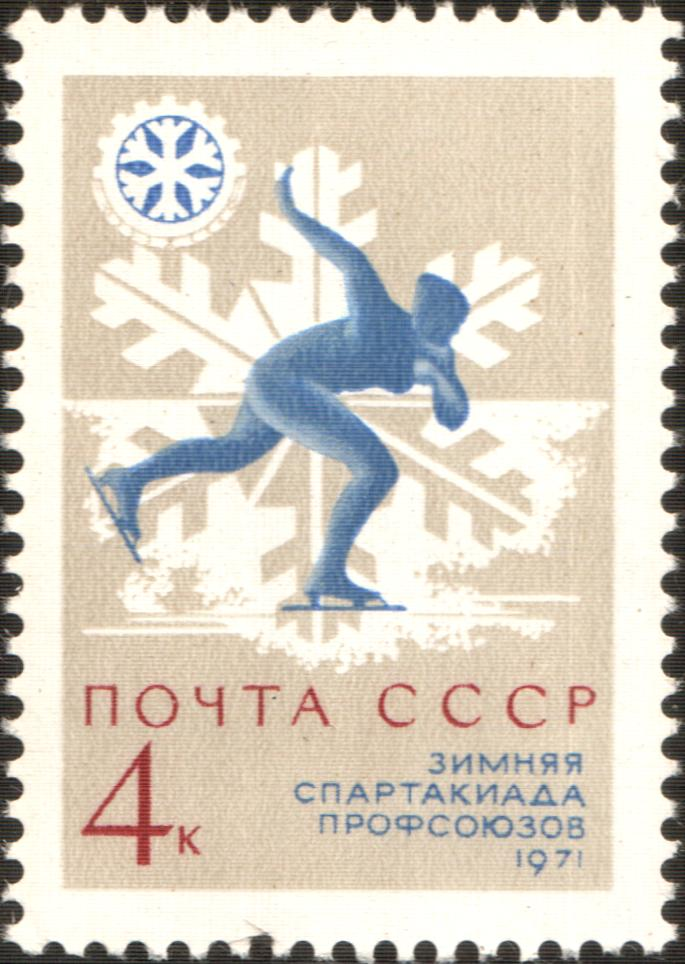
Почтовая марка СССР, 1971 год
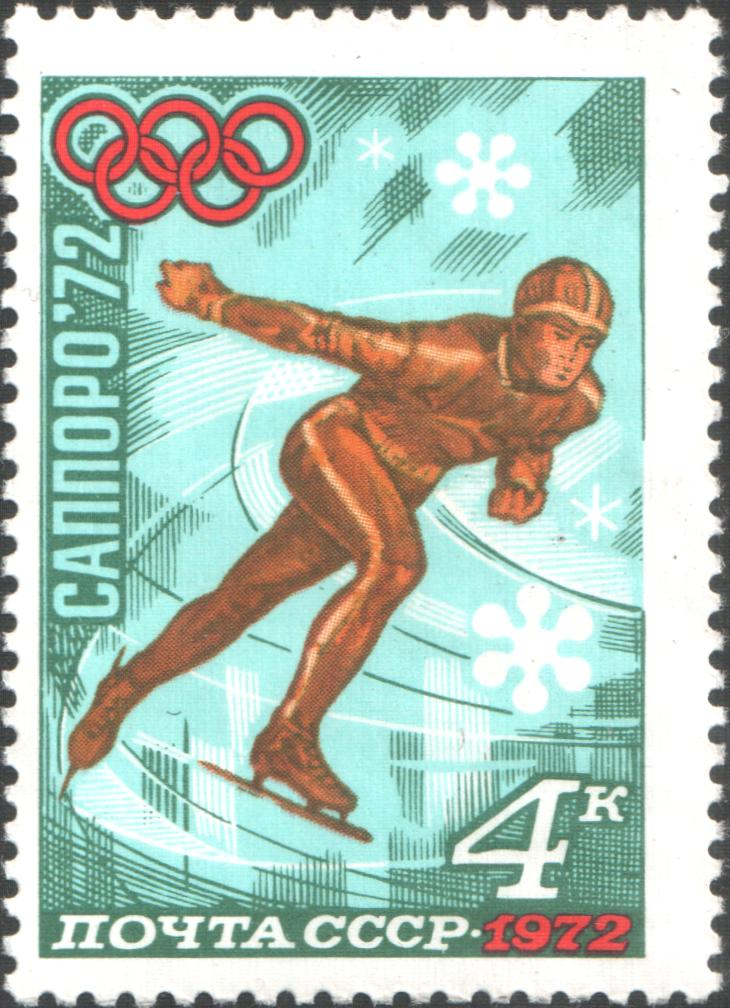
Зимние Олимпийские игры 1972 года
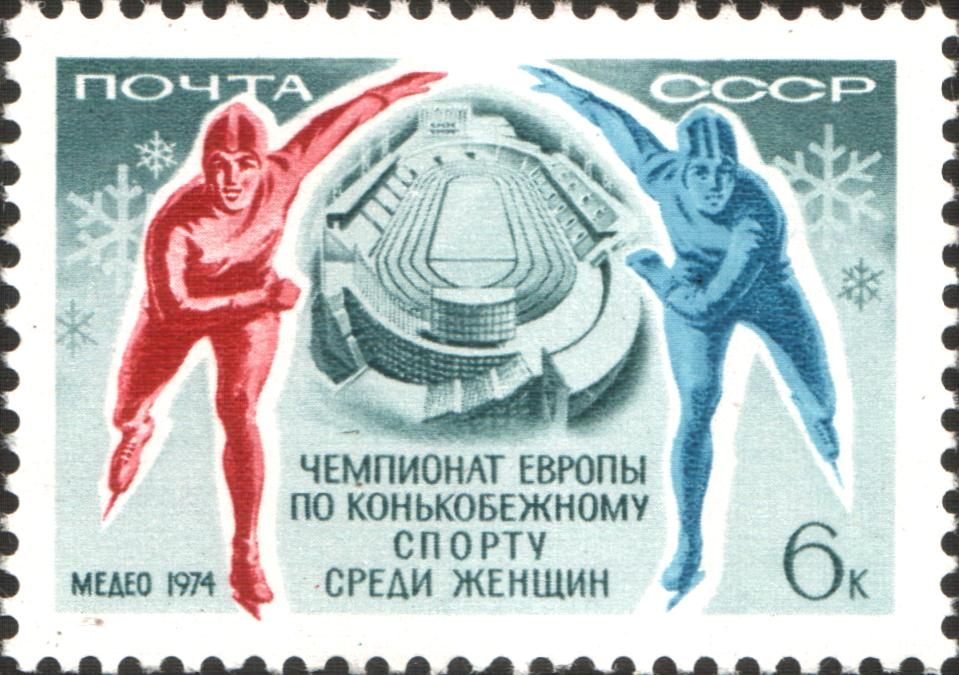
Чемпионат Европы по конькобежному спорту среди женщин 1974. Марка СССР.
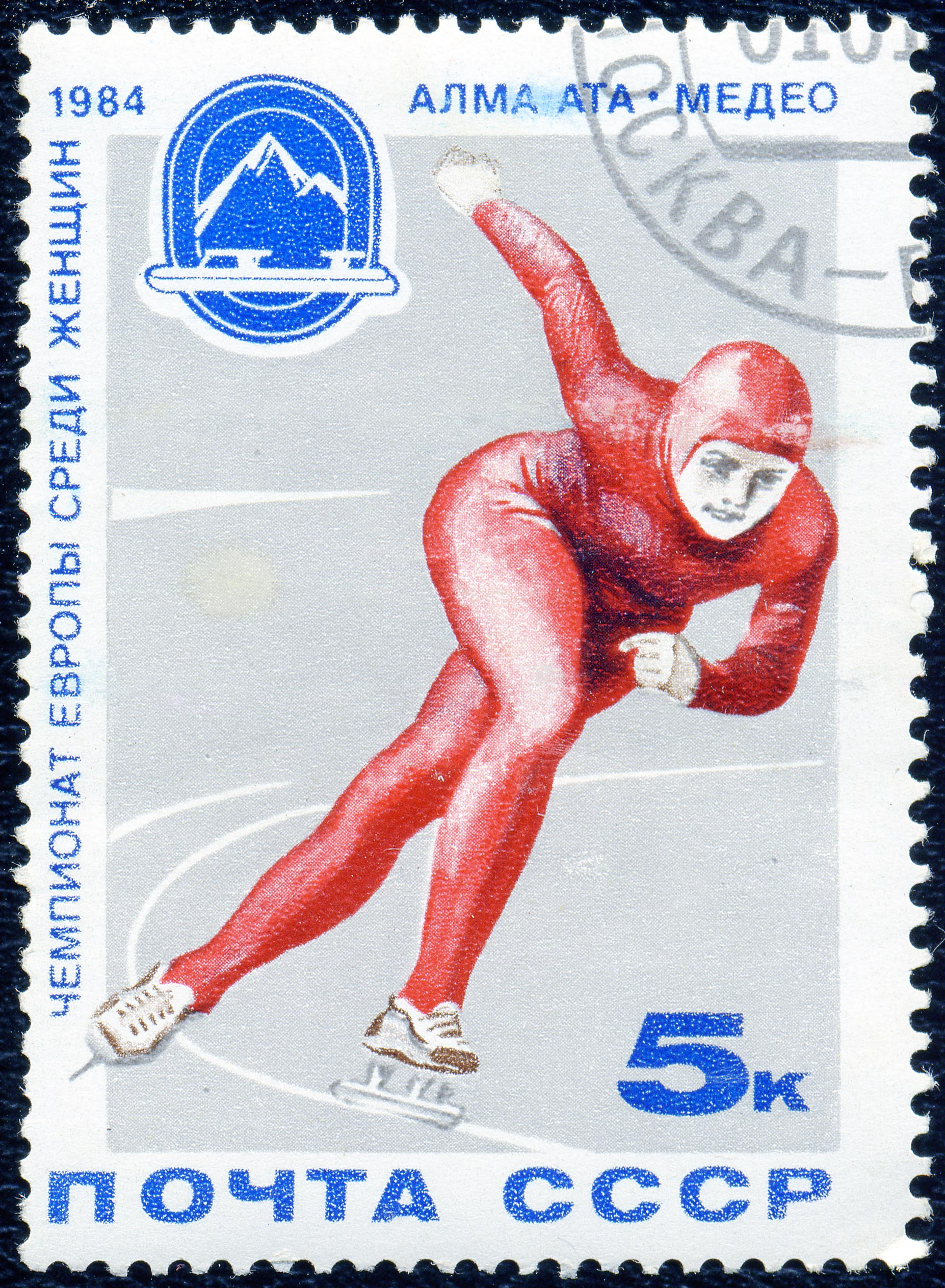
Марка СССР, посвященная чемпионату Европы в Медео 1984
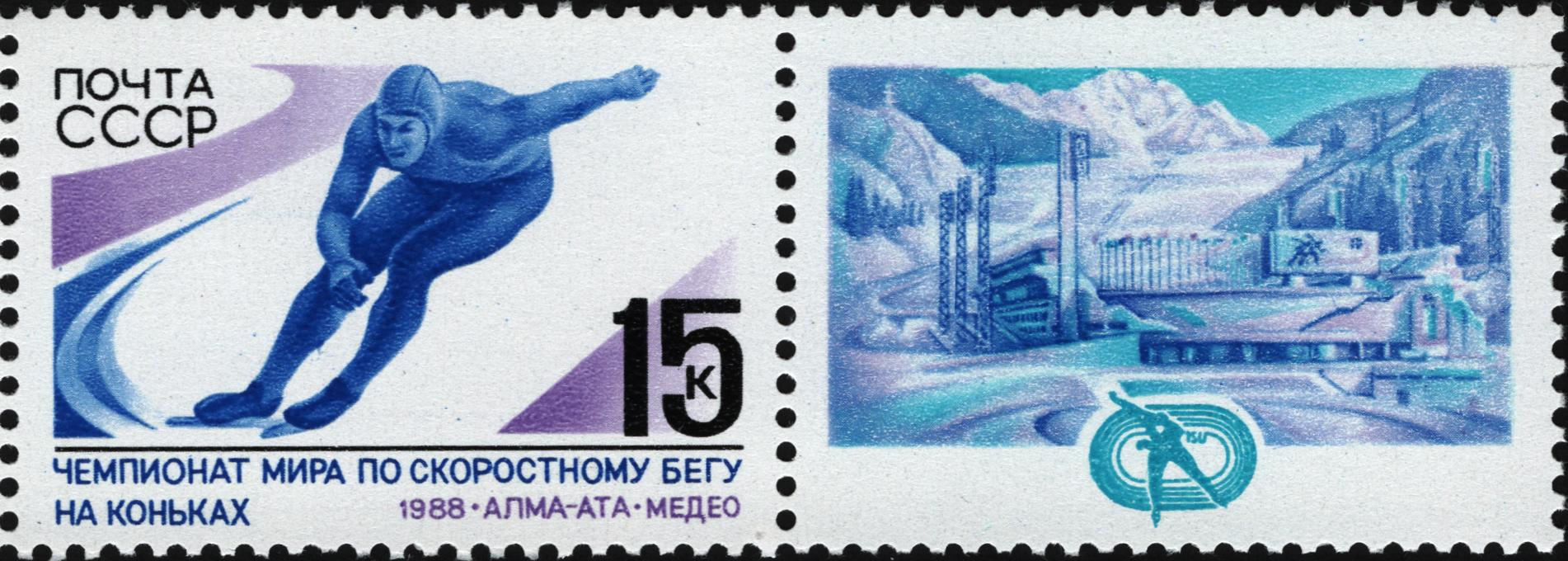
Марка СССР, посвященная чемпионату мира в Медео 1988